# Justin Freeman
Justin Freeman (* 30. November 1976 in Andover, New Hampshire) ist ein ehemaliger US-amerikanischer Skilangläufer.

## Werdegang
Freeman startete im Dezember 1998 in Kimberley erstmals im Continental-Cup und errang dabei den 24. Platz über 10 km Freistil. In der Saison 1999/2000 holte er in Canmore und in Duntroon seine ersten beiden von insgesamt neun Siegen im Continental-Cup. In der folgenden Saison errang er in Soldier Hollow mit dem 32. Platz über 15 km klassisch seine beste Einzelplatzierung im Weltcup. Bei den Nordischen Skiweltmeisterschaften 2003 im Val di Fiemme belegte er den 57. Platz über 50 km Freistil, den 45. Rang über 15 km klassisch und den 42. Platz im 30-km-Massenstartrennen. Bei seiner einzigen Olympiateilnahme im Februar 2006 in Turin kam er auf den 52. Platz über 15 km klassisch. Sein letztes Rennen im Continental-Cup lief er im Februar 2015 bei der US Super Tour in Craftsbury, welches er auf dem fünften Platz im 15-km-Massenstartrennen beendete.

## Teilnahmen an Weltmeisterschaften und Olympischen Winterspielen

### Olympische Spiele
- 2006 Turin: 52. Platz 15 km klassisch

### Nordische Skiweltmeisterschaften
- 2003 Val di Fiemme: 42. Platz 30 km klassisch Massenstart, 45. Platz 15 km klassisch, 57. Platz 50 km Freistil

## Siege bei Continental-Cup-Rennen
| Nr. | Datum             | Ort              | Disziplin        | Serie           |
| --- | ----------------- | ---------------- | ---------------- | --------------- |
| 1.  | 18. Dezember 1999 | Canmore          | 10 km Verfolgung | Continental-Cup |
| 2.  | 6. Februar 2000   | Duntroon         | 15 km Verfolgung | Continental-Cup |
| 3.  | 23. November 2000 | Vernon           | 10 km klassisch  | Continental-Cup |
| 4.  | 19. Januar 2002   | Vernon           | 10 km klassisch  | Continental-Cup |
| 5.  | 20. Januar 2002   | Vernon           | 15 km Freistil   | Continental-Cup |
| 6.  | 29. November 2002 | West Yellowstone | 10 km klassisch  | Continental-Cup |
| 7.  | 19. Januar 2003   | Mont Sainte-Anne | 10 km klassisch  | Continental-Cup |
| 8.  | 26. November 2005 | West Yellowstone | 10 km klassisch  | Nor-Am-Cup      |
| 9.  | 21. Januar 2006   | Mt. Itasca       | 10 km Freistil   | Nor-Am-Cup      |